# МиГ
АО «РСК „МиГ“» (полное наименование — акционерное общество «Российская самолётостроительная корпорация „МиГ“») — российская авиастроительная компания, предприятие полного цикла, объединяющее в себе все аспекты конструирования, изготовления, поддержания и ремонта самолётов марки «МиГ». Штаб-квартира — в городе Москве.
Продуктовый ряд АО «РСК „МиГ“» включает современные истребители-перехватчики, многофункциональные боевые самолёты, в том числе вновь разработанные истребители унифицированного семейства МиГ-29К/КУБ, МиГ-29М/М2 и МиГ-35, учебно-тренировочную технику, а также лёгкие самолёты общего назначения. Конструкторы АО «РСК „МиГ“» работают над созданием авиационной техники нового поколения, как пилотируемой, так и беспилотной. Флагманский продукт компании — новейший авиационный комплекс МиГ-35, который сегодня производится в интересах Министерства обороны России.
В состав компании входит бывшее Опытно-конструкторское бюро завода № 155 (ранее — Особый конструкторский отдел завода № 1 имени Авиахима, ныне — ОКБ имени А. И. Микояна), руководителями которого с момента создания являлись главный конструктор Артём Иванович Микоян и заместитель главного конструктора Михаил Иосифович Гуревич.
АО «РСК „МиГ“» является правопреемником ОАО «РСК „МиГ“», ФГУП «РСК „МиГ“», ФГУП "ВПК «МАПО», ГУП МАПО «МиГ», МАПО имени П. В. Дементьева, МАПО, ММЗ «Знамя Труда», завода № 30, АНПК «МиГ» имени А. И. Микояна, ММЗ имени А. И. Микояна, ММЗ «Зенит» имени А. И. Микояна, ММЗ «Зенит», опытного завода № 155.
За 80 лет существования ОКБ имени А. И. Микояна было разработано около 450 проектов боевых самолётов, из которых 170 воплощены в жизнь, а 94 машины производились серийно. Всего на отечественных авиастроительных заводах было построено около 45 тысяч самолётов марки «МиГ», из них 11 тысяч поставлены на экспорт более чем в 50 стран мира; за рубежом по лицензии выпущено свыше 14 тысяч истребителей «МиГ». На самолётах марки «МиГ» установлено 110 мировых рекордов (в том числе 9 абсолютных и 18 женских), из них 19 рекордов установлено за рубежом. В настоящее время действующими являются 49 рекордов, включая 18 зарубежных.
Из-за вторжения России на Украину компания находится под международными санкциями Евросоюза, США и ряда других стран.

## История
Опытное конструкторское бюро Артёма Микояна было основано 8 декабря 1939 года путём выделения приказом директора московского авиазавода № 1 имени Авиахима П. А. Воронина из состава КБ завода (главный конструктор Н. Н. Поликарпов) самостоятельного особого конструкторского отдела (ОКО) по проектированию и постройке скоростного истребителя И-200 («Х», изд. 61). Начальником ОКО был назначен Артём Иванович Микоян. Заместителем Микояна стал конструктор Михаил Иосифович Гуревич, работавший до этого в КБ Н. Н. Поликарпова. Конструкторский состав нового КБ набрали из сотрудников КБ Поликарпова.
Конструкторскому бюро Микояна был передан созданный под руководством Поликарпова проект самолёта И-200, которому в новом КБ дали название МиГ-1 (сокращение от «Микоян и Гуревич»).

### 1940-е годы
Приказом НКАП № 550/к от 3 декабря 1940 года начальник ОКО А. И. Микоян был утверждён в должности главного конструктора завода № 1.
За успешное выполнение правительственного задания по освоению в производстве новых образцов вооружения 31 декабря 1940 года авиазавод № 1 имени Авиахима наградили орденом Ленина, а большую группу конструкторов, инженеров и рабочих — орденами и медалями. Главный конструктор А. И. Микоян и его заместитель М. И. Гуревич были награждены орденом Ленина, а заместитель главного конструктора В. А. Ромодин и ведущий инженер А. Г. Брунов — орденом Трудового Красного Знамени. За разработку новой конструкции самолёта А. И. Микоян и М. И. Гуревич в 1941 году стали лауреатами Сталинской премии первой степени.
После начала Великой Отечественной войны в связи с приближением противника к столице и началом массовых налётов немецкой бомбардировочной авиации на Москву, в соответствии с приказом НКАП № 1053 от 9 октября 1941 года авиационный завод № 1 имени Сталина (имя И. В. Сталина заводу № 1 было присвоено 8 сентября 1941 года по просьбе коллектива завода) был эвакуирован во второй половине октября в город Куйбышев на площадку строящегося авиационного завода № 122. Коллектив ОКО также был эвакуирован в г. Куйбышев вместе с заводом № 1, где работал до конца марта 1942 года.
После улучшения положения на фронтах в Москве началось восстановление авиационного производства. Постановлением Государственного Комитета Обороны № 1436 от 13 марта 1942 года и последовавшим 16 марта приказом НКАП № 207 коллектив ОКО завода № 1 вместе с опытным цехом перевели в столицу на территорию завода № 480 на Ленинградском шоссе. Там был организован опытный завод № 155 (ОКБ-155), директором и главным конструктором которого назначили А. И. Микояна. Вновь организованное предприятие начало свою работу в мае 1942 года. На бывшую производственную территорию авиазавода № 1, расположенную на Ходынском поле, была переведена ремонтная база завода № 30 из Дубны по МиГ-3. Директором и главным конструктором этого завода был назначен А. И. Микоян.
В период Великой Отечественной войны были построены улучшенные модификации истребителя МиГ-3: И-230 (Д) с мотором АМ-35А, И-231 (2Д) с мотором АМ-39, а также И-211 (Е) с мотором М-82Ф. Также были разработаны и испытаны истребители с высокими лётными характеристиками и мощным вооружением: И-220 (А) и И-225 (5А), высотные перехватчики И-221 (2А), И-222 (ЗА) и И-224 (4А), модификация истребителя сопровождения ДИС-200 (ИТ) с моторами М-82. В самом конце войны был разработан и выпускался небольшой серией самолёт с комбинированной силовой установкой (ВК-107А плюс ВРДК) И-250, в серии получивший обозначение МиГ-13.
24 апреля 1946 года поднялся первый отечественный реактивный истребитель И-300, созданный в ОКБ-155.
В конце 1946 года в Англию была направлена делегация, в составе которой были главные конструкторы А. И. Микоян и В. Я. Климов, ведущий специалист по авиационному материаловедению С. Т. Кишкин. Им удалось закупить наиболее совершенные ТРД фирмы Роллс-Ройс — «Дервент-V» и «Нин» двух модификаций. В ОКБ начались работы по самолёту И-310, и 30 декабря 1947 года лётчик-испытатель В. Н. Юганов поднял в воздух первый опытный экземпляр будущего МиГ-15.
В общей сложности в СССР был построен 13131 самолёт МиГ-15, он также выпускался по лицензии в Польше и Чехословакии. За создание и освоение в серии самолёта МиГ-15, разработку его систем и агрегатов группе работников ОКБ были присуждены Сталинские премии I, II и III степеней в 1947—1950 гг.
В результате дальнейшего совершенствования МиГ-15 был создан истребитель И-330 (СИ), получивший название МиГ-17, который также строился большой серией. Истребитель МиГ-17 и его модификации также выпускались серийно в Польше, Китае, Чехословакии.

### 1950-е годы
В 1950 году в связи с необходимостью освоения производства тактического бомбардировщика Ил-28 и значительными объёмами его производства в 1950 году заводы № 30 и № 381 (который в 1942 году был реэвакуирован на территорию бывшего авиазавода № 39 из Нижнего Тагила, куда, в свою очередь, был эвакуирован из Ленинграда) были объединены в единый Авиационный завод № 30. Он начал осваивать территорию в районе деревень Третьяково и Ларино около города Луховицы.
12 октября 1951 года на основании приказа министра авиационной промышленности СССР № 1010 на заводе № 1 создан филиал ОКБ-155 для работ по теме «Б» — создание крылатых ракет. Начальником филиала ОКБ-155-1 был назначен заместитель главного конструктора ОКБ-155 А. Я. Березняк. По теме «Б» созданы крылатые ракеты: КС, КСР-5, К-10, Х-20, Х-22 и их пилотируемые аналоги: МиГ-9Л (ФК), К, СДК-5, СДК-7, СМ-20, СМК и др.
В 1954 году запущен в серию самолёт СМ-9 (МиГ-19) — первый отечественный истребитель, превысивший скорость звука. За время серийного производства из цехов заводов № 21 и № 153 было выпущено 1890 самолётов МиГ-19 всех модификаций. Лицензии на производство истребителя были переданы в Чехословакию и Китай.
В соответствии с постановлением Совета министров от 9 сентября 1953 года и приказом МАП от 11 сентября 1953 года, в ОКБ-155 начались работы по созданию самолёта МиГ-21. За разработку этого исключительно удачного самолёта группе ведущих специалистов ОКБ во главе с Микояном была присуждена Ленинская премия. Истребитель МиГ-21 стал одним из самых знаменитых самолётов в мире. На нём установлено 24 мировых рекорда. МиГ-21 выпускался серийно около 30 лет во многих модификациях. Серийный выпуск осуществляли заводы: № 21, № 30 «Знамя Труда» и № 31. Он строился по лицензии в Индии и Чехословакии и без лицензии в КНР, состоял на вооружении военно-воздушных сил 49 стран мира и участвовал во множестве военных конфликтов.
В декабре 1956 года Правительство своим постановлением ввело в авиационной промышленности институт генеральных конструкторов. Артём Иванович Микоян в числе ведущих главных конструкторов МАП был утверждён в новой должности. К этому времени в ОКБ под общим руководством А. И. Микояна сложились три основных направления работ, возглавляемых А. Г. Бруновым (разработка фронтовых истребителей), М. И. Гуревичем (разработка крылатых ракет) и Н. З. Матюком (разработка автоматизированных систем перехвата), которые в марте 1957 года были утверждены в должности главных конструкторов.

### 1960-е годы
Постановлением Совета министров от 5 февраля 1962 года ОКБ-155 поручалось разработать высотный сверхзвуковой самолёт Е-155 — будущий МиГ-25. Он стал первым советским серийным самолётом, имеющим на высоте максимальную скорость полёта 3000 км/ч (М=2.83). Благодаря уникальным скоростным и высотным характеристикам на опытных самолётах МиГ-25 в период с 1965 по 1978 год было установлено 38 мировых авиационных рекордов скорости, высоты и скороподъёмности, в том числе 3 абсолютных. Часть из этих рекордов не побита до сих пор.
В 1965 году в ОКБ начались работы по теме «Спираль», предусматривающей создание экспериментального пилотируемого орбитального самолёта. Для выполнения первого этапа испытаний был построен аналог орбитального самолёта — изделие 105-11.
В 1965 году Авиационный завод № 30 получил название Московский машиностроительный завод (ММЗ) «Знамя Труда».
Приказом МАП № 175 от 30 апреля 1967 года опытному заводу № 155 было присвоено наименование Московский машиностроительный завод (ММЗ) «Зенит». Филиал ОКБ-155-1 был преобразован в самостоятельную организацию — Машиностроительное КБ «Радуга».
В соответствии с постановлением Совета министров от 24 мая 1968 года в ОКБ начались работы по созданию нового высотного перехватчика Е-155МП, будущего МиГ-31.

### 1970-е годы
9 декабря 1970 года во время операции на сердце умер А. И. Микоян. Московскому машиностроительному заводу «Зенит» было присвоено имя Микояна. Генеральным конструктором ОКБ назначили Р. А. Белякова.
В 1972 году началось серийное производство первого отечественного самолёта с крылом изменяемой геометрии — МиГ-23. В дальнейшем этот самолёт неоднократно модернизировался, а на его базе был создан лёгкий фронтовой истребитель-бомбардировщик МиГ-27.
В 1973 году ММЗ «Знамя Труда» был преобразован в Московское авиационное производственное объединение (МАПО).
В соответствии с постановлением Совета министров ССР от 26 июня 1974 года начались работы по созданию лёгкого фронтового истребителя 4-го поколения — изделия 9-12.
В 1977—1978 годах были выполнены первые испытательные полёты по теме «Спираль» (в дальнейшем полученные данные использовались при создании космического корабля «Буран»).
Приказом МАП № 140 от 29 июня 1978 года заводу ММЗ «Зенит» было присвоено наименование Московский машиностроительный завод имени А. И. Микояна.
В 1979 году началось серийное производство МиГ-31 — первого отечественного самолёта четвёртого поколения.

### 1980-е годы — настоящее время
В 1982 году пошёл в серию самолёт 9-12 — МиГ-29.
В начале 1990-х годов ММЗ имени Микояна был преобразован в Авиационный научно-промышленный комплекс (АНПК) «МиГ». В мае 1995 года АНПК «МиГ» вошёл в состав образованного на базе Московского авиационно-производственного объединения имени П. В. Дементьева МАПО «МиГ».
С 1996 года МАПО «МиГ» входит в состав ГУП «Военно-промышленный комплекс МАПО».
Генеральным директором и Генеральным конструктором АН ПК «МиГ» в 1997 году был назначен М. В. Коржуев, с начала 1999 года генеральным конструктором ВПК «МАПО» является Н. Ф. Никитин.
8 июня 2016 года в АО «РСК „МиГ“» была утверждена организационная структура Опытно-конструкторского бюро имени А. И. Микояна, в состав которого вошли Инженерный центр и Лётно-испытательный центр имени А. В. Федотова.
В 2010-х, после переноса части производства в Калязин и Луховицы, на РСК «МиГ» прошли многочисленные увольнения (около 2 тысяч человек).
После присоединения к корпорации ПАО «НАЗ „Сокол“» произошла новая реструктуризация всех подразделений РСК «МиГ».
27 января 2017 года состоялась презентация флагманского продукта АО «РСК „МиГ“» — истребителя МиГ-35, она прошла на территории производственного комплекса Корпорации в Луховицах.
1 декабря 2017 года в Южном военном округе (ЮВО) РФ на боевое дежурство встал гиперзвуковой авиационно-ракетный комплекс «Кинжал», в котором функцию высокоскоростного самолёта-носителя выполняет сверхзвуковой истребитель-перехватчик дальнего радиуса действия МиГ-31.
В 2020 г. принято решение ОАК о продаже до конца года 60 гектаров земли, принадлежащих корпорации «МиГ», в районе метро «Динамо»; на этом месте будет развёрнуто жилищное строительство и создана парковая зона.

## Деятельность

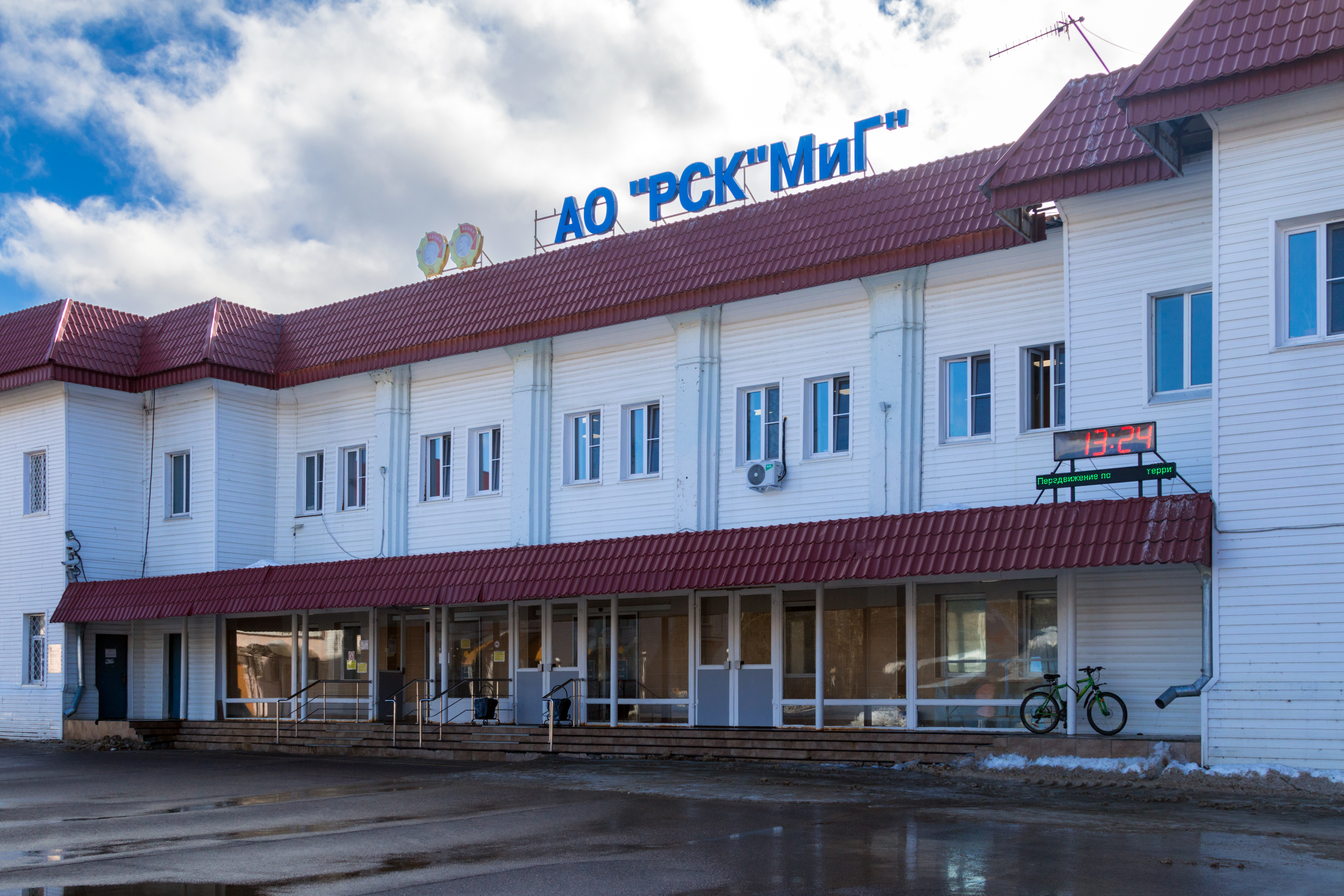

Компания специализируется на выпуске воздушных судов военного назначения. Правительство России выдало РСК «МиГ» лицензии на разработку, производство и техническую поддержку авиационной техники гражданского и военного назначения.
Общий объём выпуска самолётов марки «МиГ» отечественными авиазаводами составляет около 47 тысяч экземпляров, а с учётом лицензионного производства — порядка 62 тысяч экземпляров.
Объём производства крылатых ракет, разработанных в ОКБ и его филиале на заводе № 256 (ныне — АО «ГосМКБ „Радуга“» имени А. Я. Березняка), составил более 12 тысяч экземпляров.
В состав компании РСК «МиГ» входят:
- Корпоративный центр;
- Луховицкий авиационный завод имени П. А. Воронина — филиал АО «РСК „МиГ“» (г. Луховицы Московской области), в состав входит аэродром «Третьяково»;
- Опытное производство (в прошлом — Производственный комплекс № 2 имени П. А. Воронина, МАПО имени П. В. Дементьева, МАПО, ММЗ «Знамя Труда», завод № 30);
- Опытно-конструкторское бюро имени А. И. Микояна (разработка, проектирование и испытание), в его состав входит Инженерный центр и Лётно-испытательный центр имени А. В. Федотова (г. Жуковский);
- Калязинский машиностроительный завод — филиал АО «РСК „МиГ“» (г. Калязин Тверской области);
- Нижегородский авиастроительный завод «Сокол» — филиал АО «РСК „МиГ“» (г. Нижний Новгород).

В 2009 году РСК «МиГ» стала крупным получателем государственной антикризисной помощи: в уставный капитал компании из бюджета было внесено 30 млрд руб. 
Выручка компании за 2009 год составила 24,4 млрд руб. Портфель заказов компании на апрель 2010 года достиг $6,8 млрд долл.
В 2014 году ОАО «РСК „МиГ“» названо победителем третьего конкурса «Авиастроитель года» в двух номинациях: «За создание новой научной модели физического явления или технологического процесса» и «За успехи в разработке авиационной техники и компонентов» (ОКБ года).
С 1 июня 2022 входит в объединение ПАО «ОАК» АО «РСК „МиГ“», как и АО «Компания „Сухой“».

## Продукция

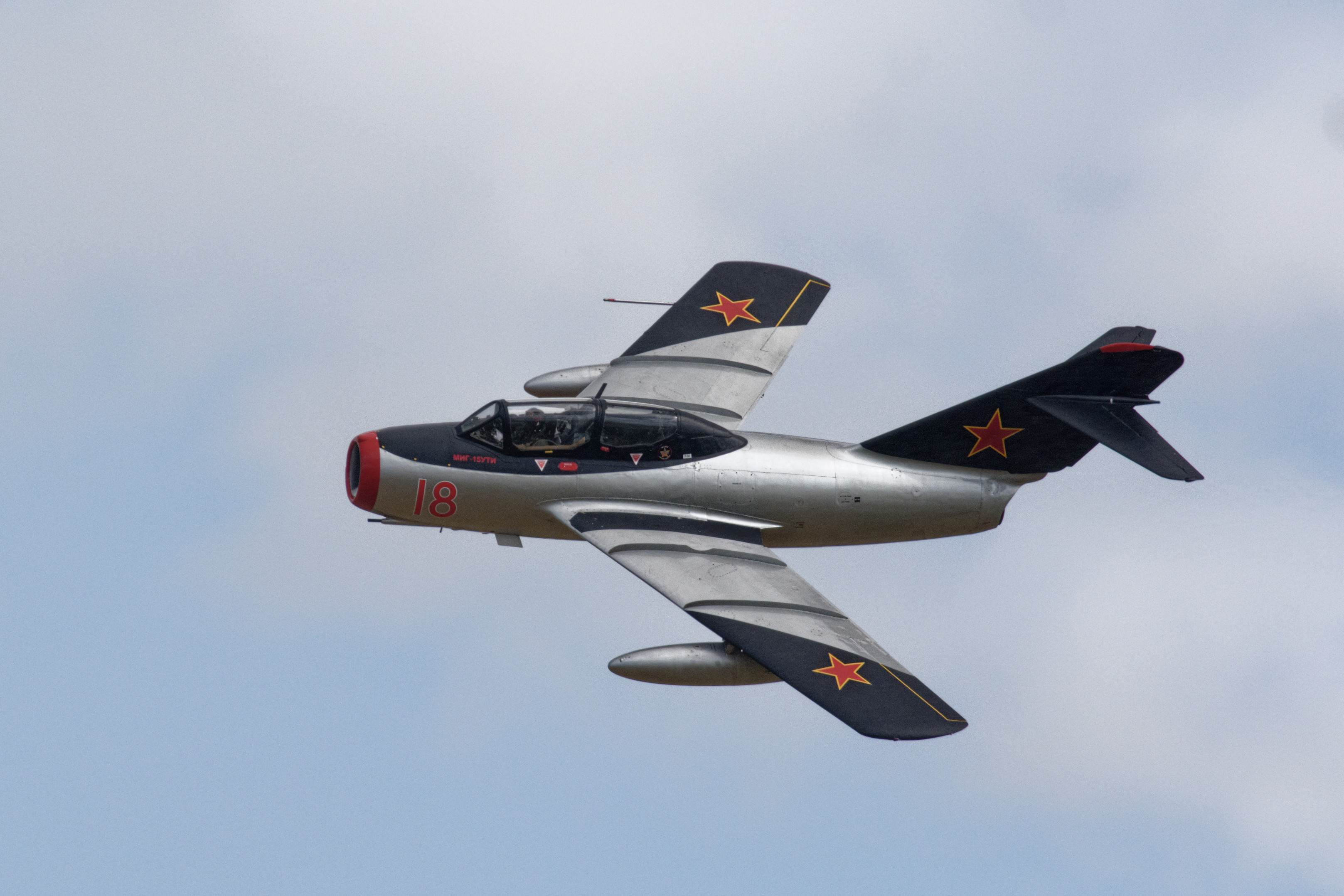
МиГ-15

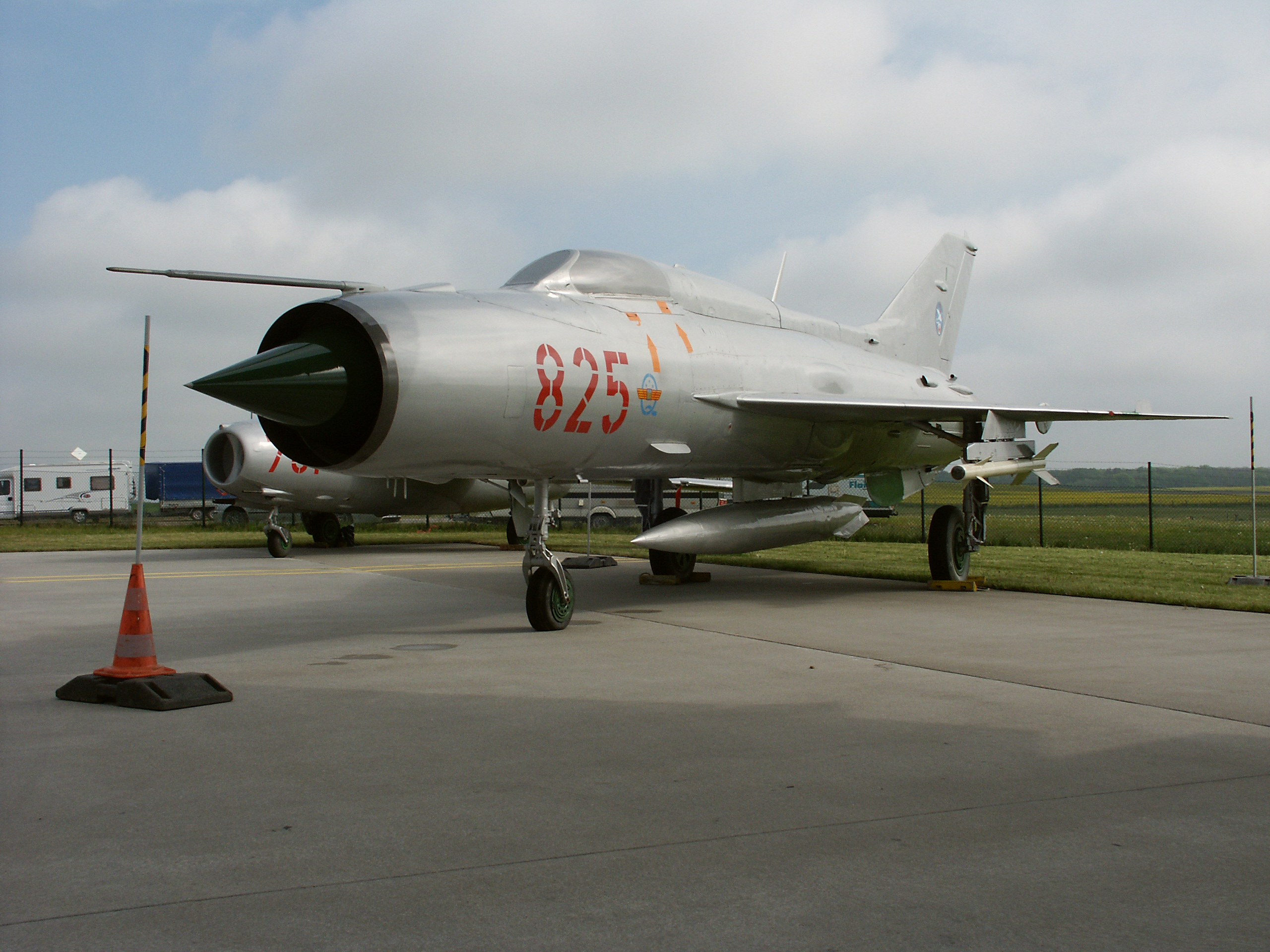
МиГ-21

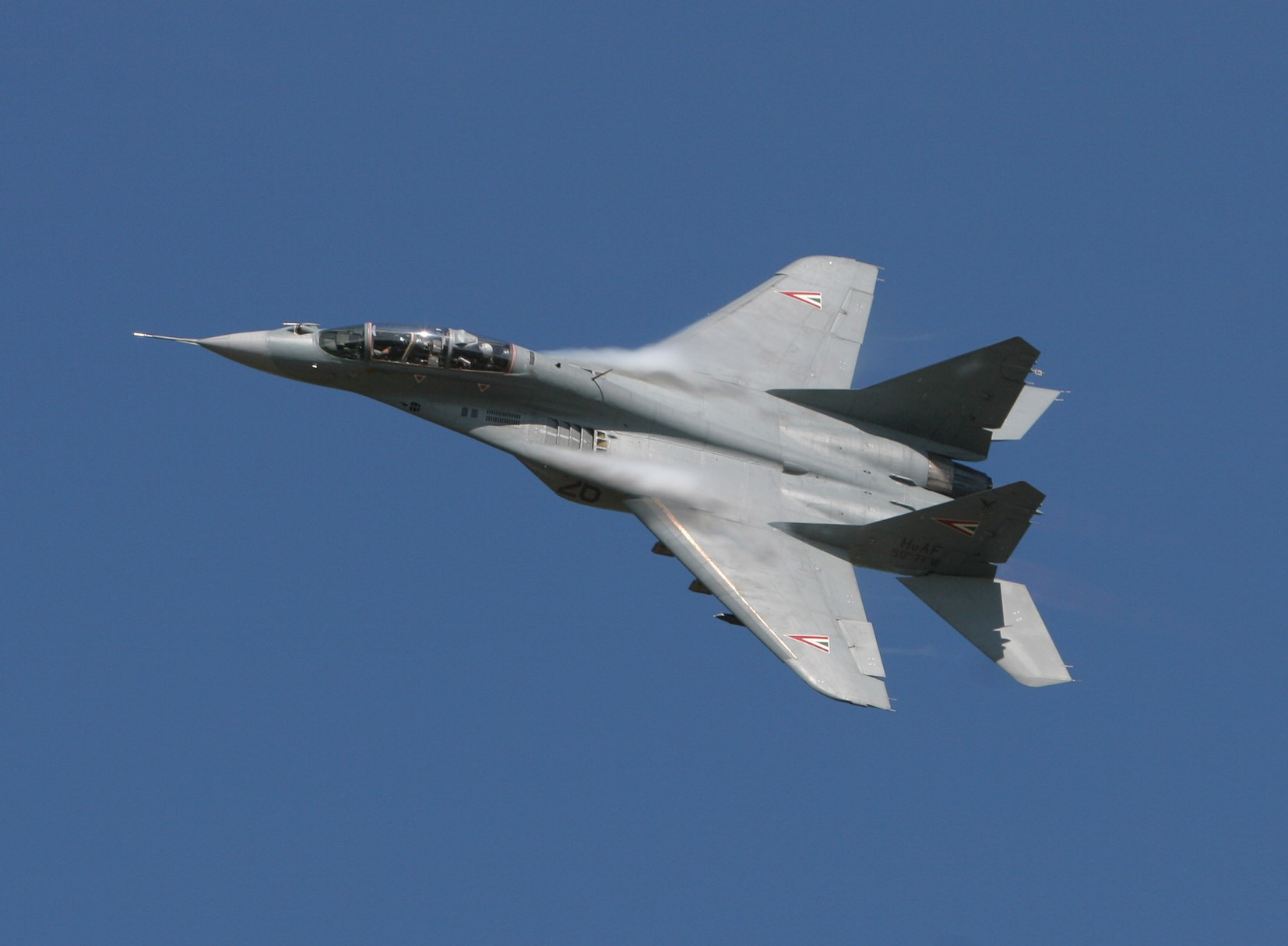
МиГ-29

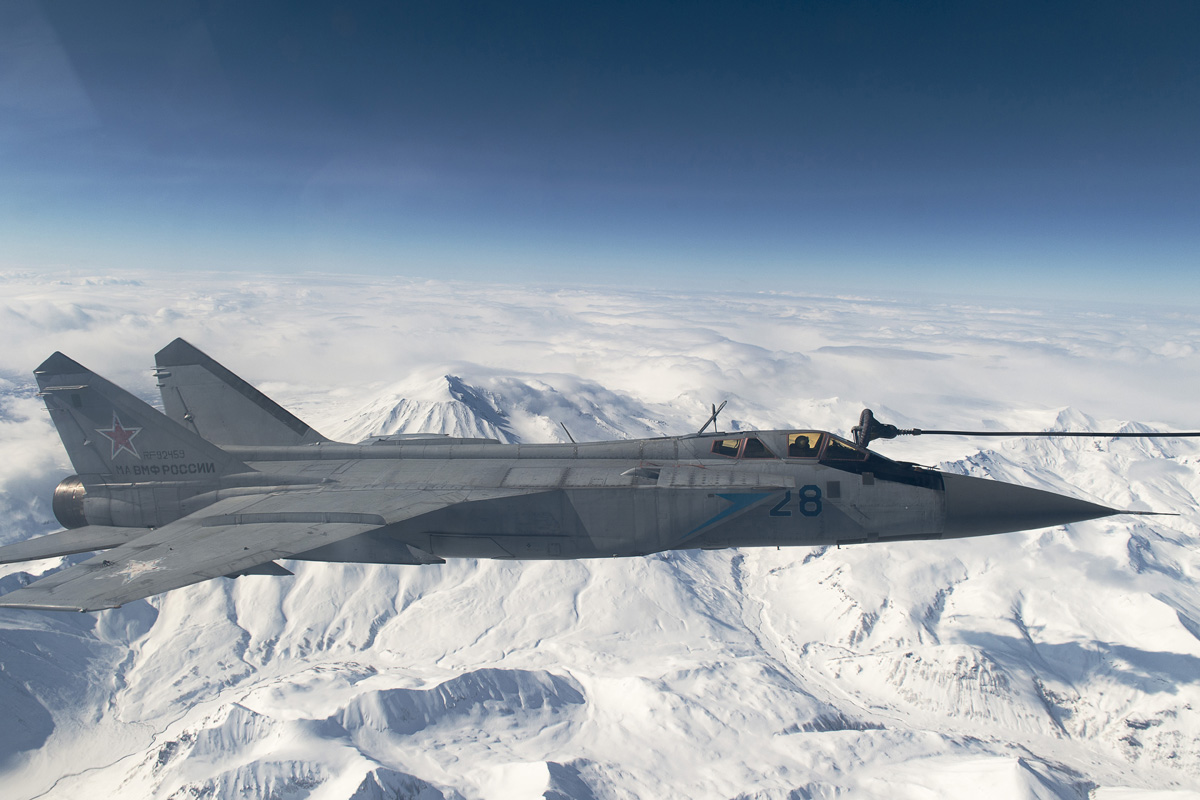
Дозаправка в воздухе МиГ-31

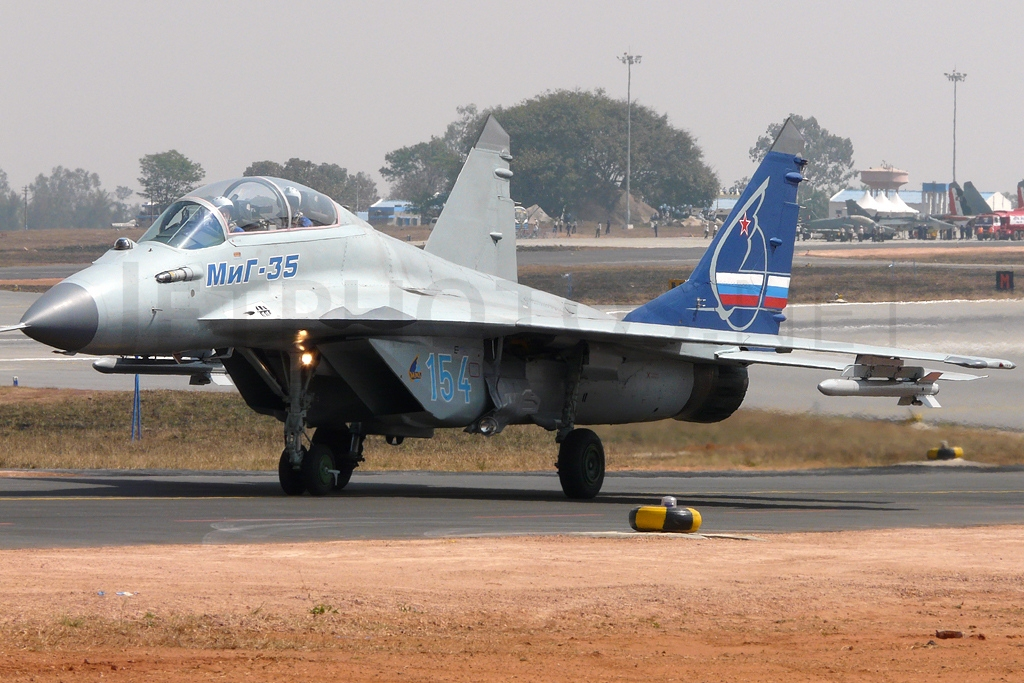
МиГ-35

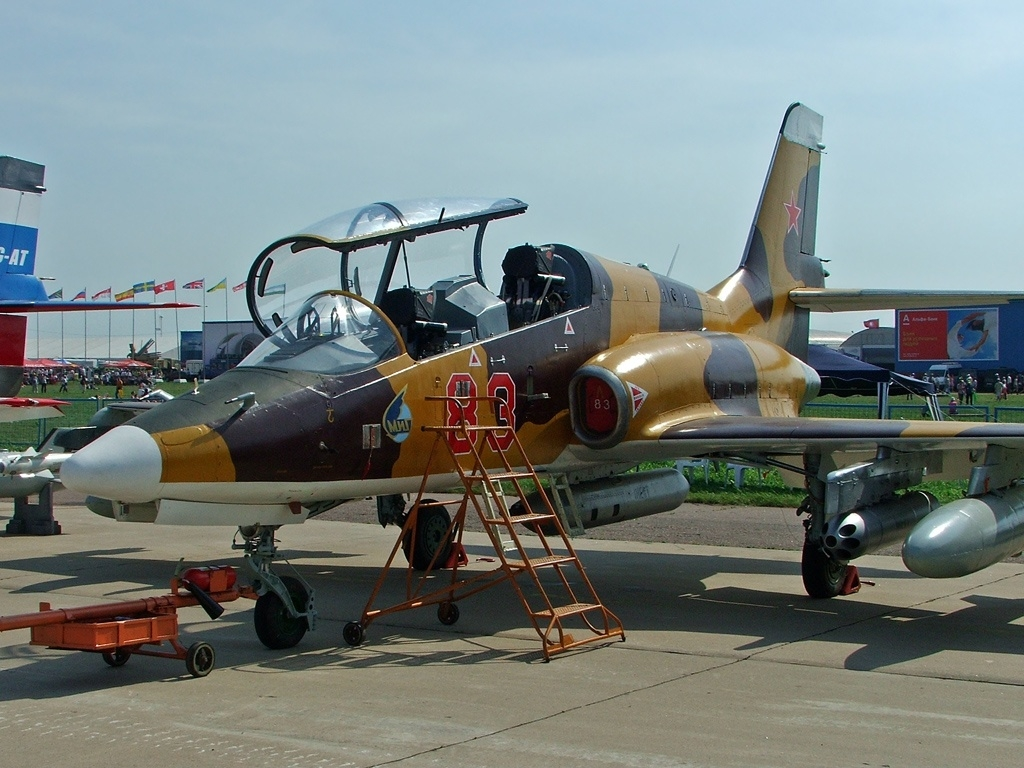
МиГ-АТ

### Разработки под индексом «И»
- И-270, «Ж» — 1947
- И-320, «Р» — 1949
- И-350, «М» — 1951
- И-1, И-370 — 1955
- И-2 — 1956
- И-3, И-380 — 1956
- И-5 —
- И-7У — 1957
- И-20 — МиГ-1
- И-63 — МиГ-3
- И-310 — МиГ-15

### Разработки под индексом «МиГ»
- МиГ-1, И-20, И-200 (самолёт Поликарпова) — 1940.
- МиГ-3, И-63 — Первый вылет состоялся 29 октября 1940.
- МиГ-4, ПБШ-1
- МиГ-5, ДИС-200, 1942.
- МиГ-6, ПБШ-2
- МиГ-7, 1941
- МиГ-8 «Утка», 1945.
- МиГ-9, И-300, 1947.
- МиГ-11, УТИ МиГ-9, И-301Т «ТФ», 1947
- МиГ-11, И-220, И-221, И-223, И-224, И-225, 1944.
- МиГ-13, И-250(Н), 1945
- МиГ-13, 1950
- МиГ-15, И-310, 1948.
- МиГ-17, И-330, СИ, СИ-16, 1954.
- МиГ-19, И-360, СМ-2, …, 1955.
- МиГ-21, 1960.
- МиГ-23, Е-8, МиГ-21М, 1960.
- МиГ-23, Е-23ИГ, 23/11, 1974.
- МиГ-25, Е-155, 1966. МиГ-25РБШ, 1980. МиГ-25РБФ, 1980.
- МиГ-27, 1973.
- МиГ-29, 1983.
- МиГ-31 — первый полёт 16 сентября 1975 (МиГ-25МП) под управлением лётчика-испытателя А.Федотова.
- МиГ-35 — Глубокая модернизация самолётов МиГ-29М/М2 и МиГ-29К/КУБ, существуют как экспортные варианты, так и варианты для ВВС РФ, 2016.
- МиГ-41 — перспективный авиационный комплекс дальнего перехвата (ПАК ДП)[19].
- МиГ-101, 1995.
- МиГ-105, 105.11, 105.12, 105.13 ЭПОС «Спираль», 1965.
- МиГ-110, 1995.
- МиГ-121
- МиГ-АТ — «Advanced Trainer», 1992.

### Другие разработки
- 105—11
- 1.42
- 1.44
- МФИ — первый полёт 29 февраля 2000
- ЛФИ
- 23—01
- 9—13
- 9—15/7
- СД — МиГ-15
- СФ — Прототип МиГ-17Ф
- СИ — МиГ-17
- Т-101 «Грач»
- КС-1 (изд. «Б») — крылатая ракета воздушного старта
- ФКР-1 (изд. «КС-7») — крылатая ракета наземного старта

### Текущие контракты
| Наименование       | Количество | Заказчик                                                        |
| ------------------ | ---------- | --------------------------------------------------------------- |
| МиГ-29К / KU       | 29         | ВМС Индии                                                       |
| МиГ-29М/М2         | 24         | Сирия, контракт заморожен                                       |
| МиГ-29К и МиГ-35   | 24+30      | ВМФ РФ и ВКС РФ                                                 |
| МиГ-29М            | 46         | ВВС Египта                                                      |
| МиГ-29UPG / UPG UB | 65         | ВВС Индии                                                       |
| МиГ-35С / СУБ      | 6          | ВКС РФ                                                          |
| МиГ-35             | 17+93      | ВВС Индии (17 сборка в РФ, 93 — совместная на территории Индии) |

## Собственники и руководство
100 % акций АО «РСК „МиГ“» принадлежат ПАО «Объединённая авиастроительная корпорация» (ОАК).
Генеральный директор — Илья Сергеевич Тарасенко.

## Награды
ОКБ имени А. И. Микояна награждено тремя орденами:
- орденом Ленина за успешное выполнение заданий Правительства по созданию новой авиационной техники (12 июля 1957 года);
- орденом Октябрьской Революции за заслуги в создании самолёта МиГ-25 и его вооружения (3 апреля 1975 года);
- орденом Трудового Красного Знамени за заслуги в создании, производстве и испытании новой авиационной техники (2 февраля 1982 года).

За заслуги в деле создания передовых образцов авиационной техники звания Героя Социалистического Труда дважды были удостоены генеральные конструкторы А. И. Микоян и Р. А. Беляков. Звания Героя Социалистического Труда удостоены главные конструкторы М. И. Гуревич, А. Г. Брунов, Н. З. Матюк, Г. Е. Лозино-Лозинский, К. К. Васильченко и М. Р. Вальденберг.
Высокую оценку также получила работа многих лётчиков-испытателей. За мужество и героизм, проявленные при испытаниях авиационной техники, звания Героя Советского Союза присвоены лётчикам-испытателям Т. О. Аубакирову, И. Т. Иващенко, К. К. Коккинаки, В. Е. Меницкому, Г. К. Мосолову, В. А. Нефёдову, Б. А. Орлову, П. М. Остапенко, Г. А. Седову, А. Г. Фастовцу и А. В. Федотову. Звания Героя Российской Федерации удостоены лётчики-испытатели М. Р. Алыков, О. В. Антонович, М. А. Беляев, П. Н. Власов, В. М. Горбунов, Н. Ф. Диордица, С. В. Рыбников (посмертно) и Р. П. Таскаев, штурман-испытатель Л. С. Попов.
Уже после перевода в ЛИИ имени М. М. Громова звания Героя Российской Федерации были удостоены лётчики-испытатели А. Ю. Гарнаев и А. Н. Квочур.
Ленинская премия присуждена 19 сотрудникам ОКБ, а Государственная премия — 61 сотруднику. Многие участники создания авиационной техники награждены орденами и медалями.